# Bulbophyllum guttulatum
Bulbophyllum guttulatum es una especie de orquídea epifita originaria de Asia. 

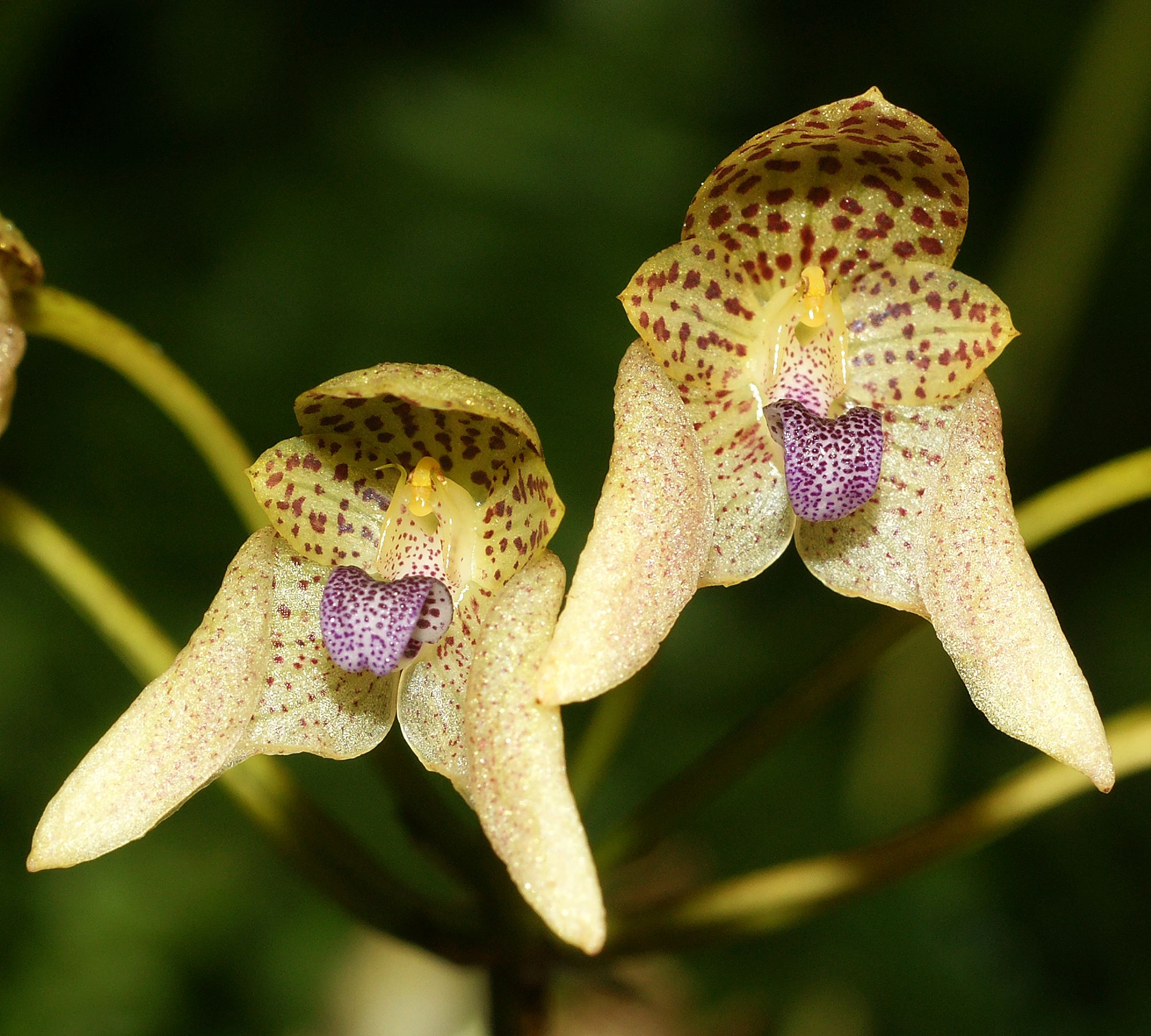
Detalle de la flor

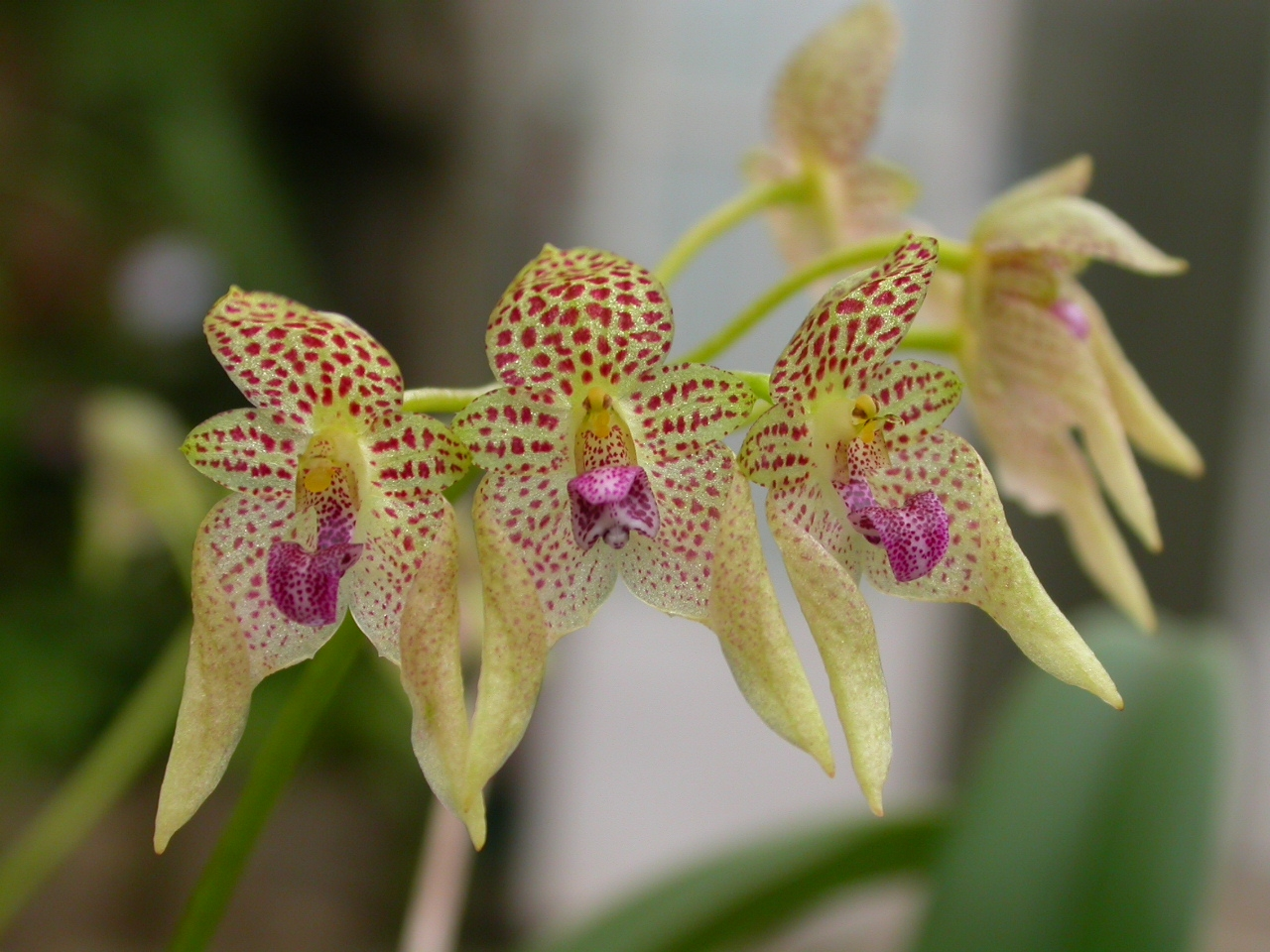
Inflorescencia

## Descripción
Es una  orquídea de pequeño tamaño, de crecimiento cálido con hábitos de epífita con una distancia de 1 a 2 cm entre cada pseudobulbo ovoide, erecto, verde  que llevan una sola hoja, apical, oblanceolada, obtusa, retuso apical, estrechándose gradualmente abajo en la base peciolada canalizada. Florece en una delgada inflorescencia, basal, lateral, de 15 a 20 cm de largo , umbelada de color púrpura que aparece en el verano y el otoño con algunas flores que se sostienen por encima de las hojas. 
Es una epífita caliente en crecimiento que necesita la sombra parcial, con buen movimiento del aire y la humedad alta para un buen crecimiento. Esta especie es muy similar a Bulbophyllum umbellatae pero se diferencia en que tiene la flor manchada y una inflorescencia que es más larga que las hojas.

## Distribución y hábitat
Se encuentra en la provincia de Xizang de China, Himalaya occidental, Assam, Himalaya oriental, Nepal, Bután, Sikkim, Myanmar y Vietnam en elevaciones de 800 a 2.600 metros.  

## Taxonomía
Bulbophyllum guttulatum fue descrita por (Hook.f.) N.P.Balakr.   y publicado en Journal of the Bombay Natural History Society 67(1): 66. 1970.
Etimología
Bulbophyllum: nombre genérico que se refiere a la forma de las hojas que es bulbosa.
guttulatum: epíteto latino que significa "con defectos de menor importancia".
Sinonimia
- Cirrhopetalum guttulatum Hook.f.
- Phyllorchis guttulata (Hook. f.) Kuntze
- Phyllorkis guttulata (Hook.f.) Kuntze[4][5]